# 레오나 히로타
레오나 히로타(Reona Hirota, 1963년 3월 7일 ~ )는 일본의 배우, 영화 감독이다.
삿포로시에서 태어났다.

## 영화
- 요괴인간 벰 (2012년) - 마치무라 히데미 역
- 아이 엠 (2008년)
- 해피 엔딩 (2008년)
- 괴담 (2007년)
- 텐텐 (2007년)
- 시효경찰 (2006년) - 시라카와 유부네 역
- 달려라! 타마코 (2006년)
- 마미야 형제 (2006년)
- 게르마늄의 밤 (2005년) - 테레지아 수녀 역
- 냉정과 열정 사이 (2001년)
- 드럭 가든 (2000년)
- 해피 피플 (1997년)
- 남 모르는 발박자보다 미도리 (1996년)
- 오퍼레잉팅 룸 (1992년)
- 외통수 (1991년)
- 유메지 (1991년)
- 사와코의 사랑 (1990년) - 하루코 역
- A사인 데이즈 (1989년)
- 친구야 괜찮아 (1983년)